# Juin 1797

## Événements
- Assaut sur Cadix.

- 6 juin : signature de la convention de Montebello à Gênes. Les patriotes renversent le pouvoir du doge et proclament la République ligurienne[1].

- 17 juin : le chah de Perse Agha Muhammad est assassiné par ses serviteurs. Début du règne de Fath Ali Chah, chah de Perse (fin en 1843)[2].

- 29 juin : dans le nord de l'Italie, le général Bonaparte réunit la République cispadane et la République transpadane pour former la république cisalpine, proclamée à Milan[3].
  - Les Constitutions des Républiques italiennes sont calquées sur la Constitution modérée de 1795[4]. Elles se révèlent inopérantes, suscitant d’innombrables conflits entre exécutif et législatif ou entre les deux Chambres. Réactionnaires et extrémistes s’infiltrent dans les Assemblées représentatives. Les modérés, soutenus par les Français se préoccupent souvent plus de leurs intérêts personnels que de la chose publique, d’où d’innombrables accusations de corruption.

## Naissances
- 14 juin : Gustav Adolph Hennig, peintre, portraitiste, graphiste, aquafortiste et lithographe allemand († 15 janvier 1869).
- 23 juin : Théophile Bra, sculpteur romantique († 2 mai 1863).

## Décès
- 28 juin : Pietro Verri (né en 1728).